# Трекс
Трекс (Tracks) је измишљени лик из популарне анимиране серије Трансформерс, заснованој на линији играчака које су произвели Такара и Хасбро.

## Генерација 1
Трекс је нарцисоидни Аутобот који је заљубљен у планету Земљу, највише због тога што обожава свој земаљски алтернативни облик, Шевролет корвету. Остали Аутоботи га у борби често опомињу да треба да се усретсреди на противника, а не на сопствени изглед, али Трекс на такве замерке не обраћа пажњу јер их схвата као изливе љубоморе. У облику возила, Трекс достиже брзину од 280 миља на сат, при чему уз помоћ крила која су скривена испод браника може и да се отисне у ваздух као летелица. Наоружан је са две ракете које су осетљиве на топлоту у радијусу од 100 km, и са заслепљујућим ласерским топом на задњој страни возила.
Трекс се у анимираној серији први пут појавио као „статиста“ у епизоди Острво Динобота, а затим је учествовао у одбрани Сан Франциска у епизоди Тајна Омеге Суприм. Током друге сезоне серије, Трекс је био звезда две епизоде у којима се, заједно са Раулом, момком кога је упознао на улицама Сан Франциска, борио против Мегатрона, Старскрима и Саундвејва.